# Dobropillia
Dobropillia (em ucraniano:  Добропілля, em russo:  Доброполье) é uma cidade da Ucrânia, situada no Oblast de Donetsk. Tem 11,89 km² de área e sua população em 2020 foi estimada em 29.129 habitantes.